# 廬山 (搞笑組合)
廬山（日语：ロザン）是由日本搞笑藝人宇治原史規與菅廣文於1996年時所組成的搞笑二人組，隸屬於經紀公司吉本興業旗下。其組合名稱「廬山」起源於知名少年漫畫《聖鬥士星矢》中人物之一、天龍座青銅聖鬥士紫龍的絕招「廬山昇龍霸」。由於二人組成員菅廣文是該漫畫的書迷，因此選擇「廬山」作為團體名，並還創作了與《聖鬥士星矢》有關的搞笑橋段。

## 成員
- 宇治原史規（1976年4月20日－），大阪府四条畷市出身，在二人組中擔任「吐槽」（ツッコミ）的角色。
- 菅廣文（日语：菅広文）（1976年10月29日－），大阪府高石市出身，在二人組中擔任「裝傻」（ボケ）角色。

## 外部連結
- 廬山官方介紹頁面 （页面存档备份，存于）（吉本興業）（日語）
- ロザンの楽屋 （页面存档备份，存于） - 公式YouTubeチャンネル
- ロザン菅 (sugachan1029)的X（前Twitter）